# Салинас (Калифорния)

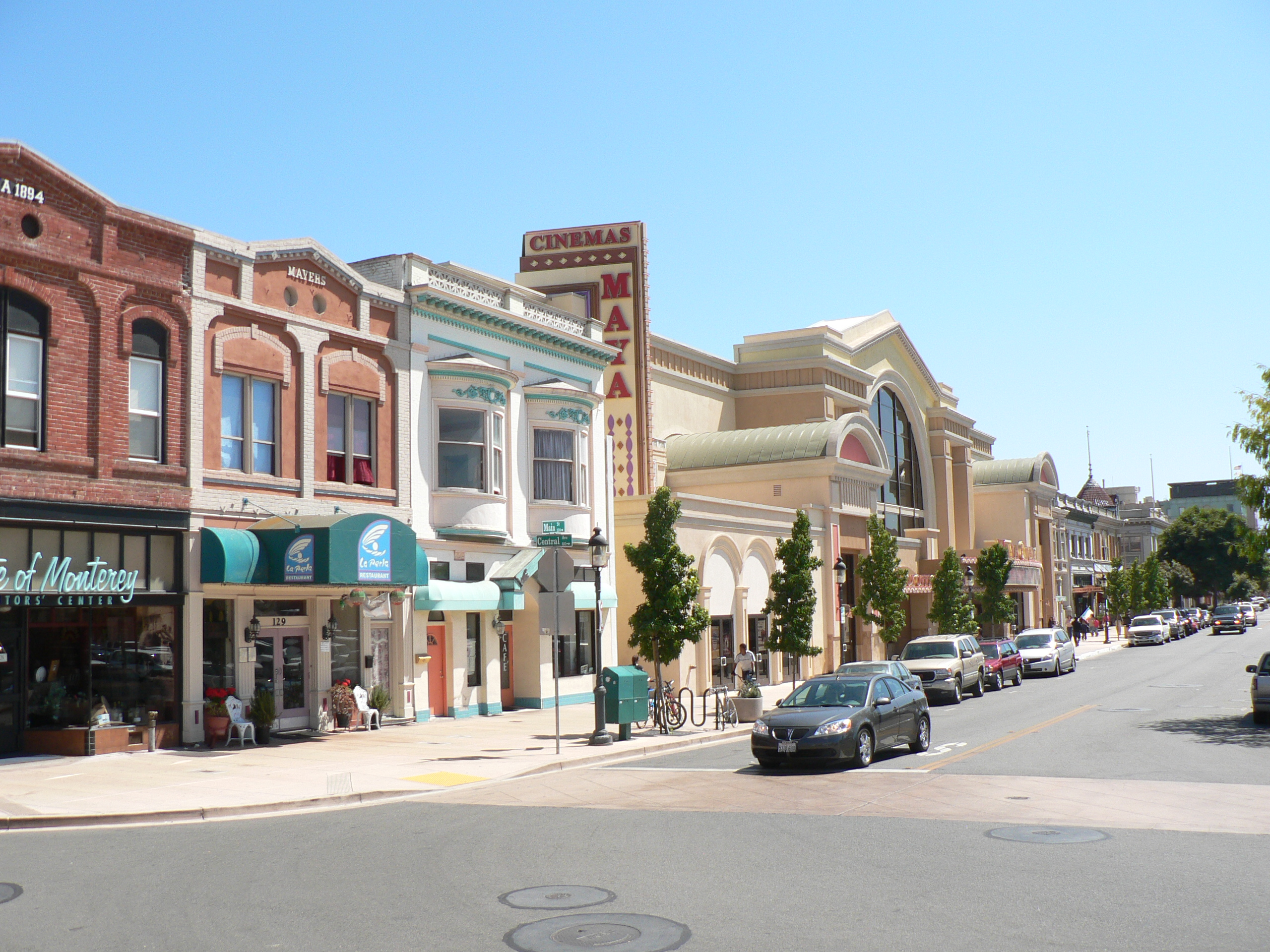
Главная улица города

Сали́нас (англ. Salinas, [səˈliːnəs]) — окружной центр и самый большой муниципалитет в округе Монтерей штата Калифорния, США. Площадь — 60,131 км², высота над уровнем моря — 16 метров. 
Город расположен в 10 километрах от одноимённой реки; почтовое отделение в нём было открыто в 1854 году. 
В 2020 году население Салинаса составило 163 542 человек.

## История
Город был назван по испанскому словосочетанию «солёное болото».
В 2015 году город был награждён премией «All-America City Award» (с англ. — «Всеамериканский город») присуждаемой Национальной гражданской лигой, которую неофициально называют «Нобелевской премией за конструктивное гражданство» и которая выдается за активную гражданскую позицию жителей некорпоративных сообществ Соединённых Штатов в жизни местного самоуправления. 

## Искусство и культура

### Достопримечательности

#### Дом Джона Стейнбека
«Дом Джона Стейнбека» был местом рождения и проведения своего детства писателя Джона Стейнбека, а теперь является местом для ресторана. Дом был построен в 1897 году и выполнен в викторианском стиле эпохи королевы Анны .

## Образование

### Школьные округа
Салинас имеет семь государственных школьных округов, обслуживающих центр города. Самым крупным школьным округом в городе является Салинасский Союзный школьный округ (7—12 классы) с 13 578 учащимися, обучающимися в 10 кампусах.

## Города-побратимы
- Себу, Филиппины (1964)
- Итикикусикино, Япония (1979)
- Херекуаро, Мексика (1996)
- Гуанахуато, Мексика (2007)